# Beast in Black
Beast in Black je mezinárodní heavymetalová hudební skupina založená ve Finsku v roce 2015 bývalým kytaristou skupiny Battle Beast, Antonem Kabanenem. Svůj první koncert odehrála hned v roce 2015 jako předskokan kapely Nightwish. Během léta 2017 bylo dokončeno nahrávání debutového alba Berserker, jež bylo vydáno v listopadu téhož roku pod vydavatelstvím Nuclear Blast. Deska se téměř hned po vydání dostala do různých evropských hitparád a skupina v rámci její podpory absolvovala jako předkapela několik evropských turné. Na začátku roku 2019 bylo vydáno From Hell with Love, k němuž skupina plánuje uspořádat headline turné.
Kabanen, který je v Beast in Black hlavním skladatelem, hudebně navázal na svoji tvorbu z Battle Beast; jde tedy o mix klasického heavy metalu a popové hudby z osmdesátých let. Popové prvky jsou reprezentovány především jednoduchými klávesami. Zpěvák Yannis Papadopoulos v písních užívá mnoho hlasových poloh, od vysokých ženských až po ostré nízké tóny.

## Historie

### Úspěch s prvním albem (od 2014–2018)

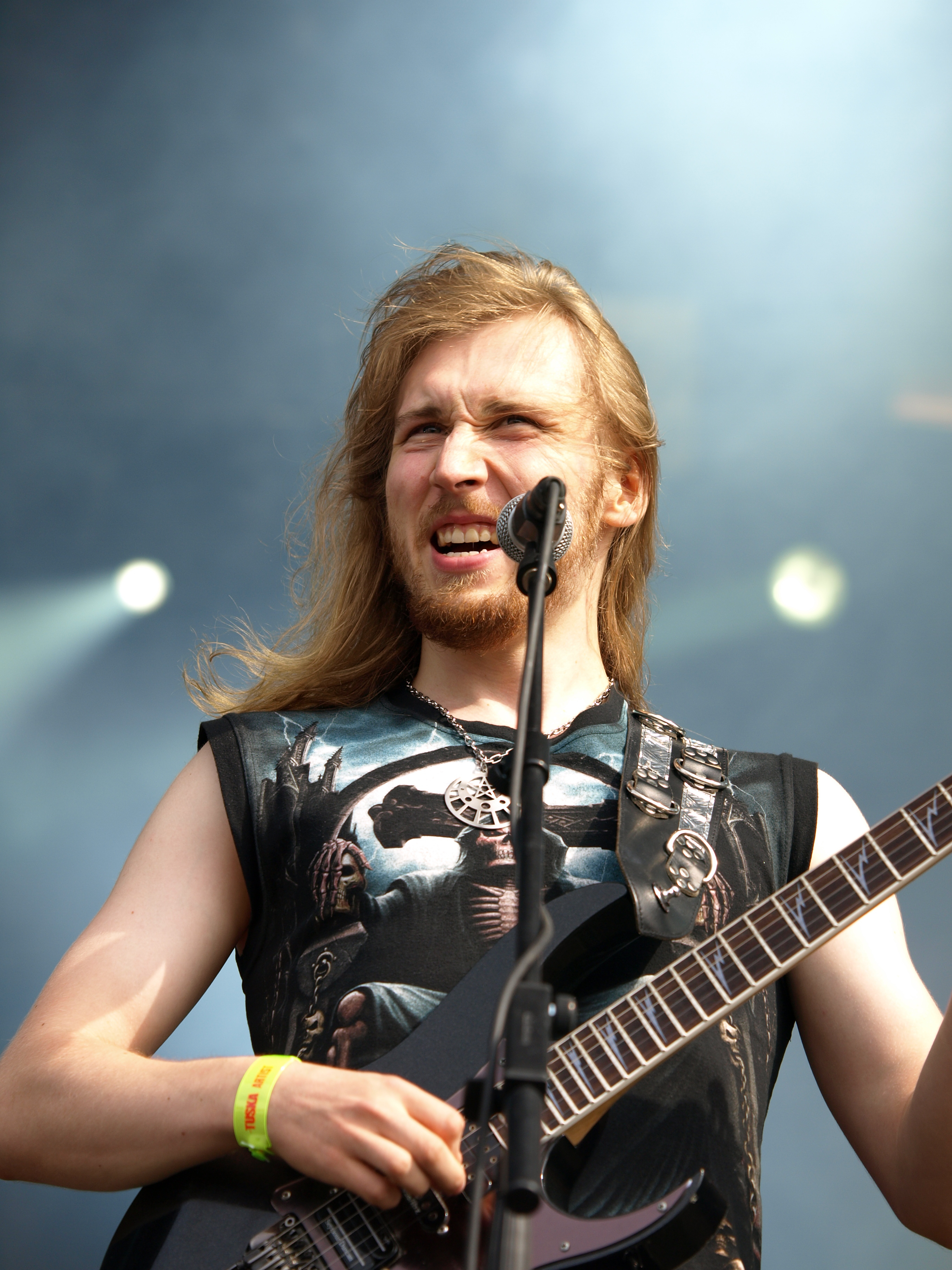
Anton Kabanen (2013)

O založení Beast in Black začal finský kytarista Anton Kabanen přemýšlet v roce 2014, když mu bylo jasné, že se schyluje k rozdělení jeho cest s kapelou Battle Beast. Když byl na začátku roku 2015 z této skupiny vyhozen, začal shánět muzikanty do své nové kapely. Postupně se tedy ke skupině připojil zpěvák Yannis Papadopoulos, kytarista Kasperi Heikkinen, baskytarista Mate Molnar a bubeník Sami Hänninen. První koncert v této sestavě odehráli Beast in Black ještě ten samý rok jako předskokan kapely Nightwish. Nahrávání debutové desky začalo během poloviny roku 2016 ve Finsku, z důvodů rozdílných národností členů skupiny ale probíhalo s nějakými přestávkami. Společného nahrávání se nezúčastnil pouze Mate Molnar, který své části nahrál v domácím studiu v Maďarsku. Deska, která byla kompletně dokončena během léta 2017, vyšla na podzim roku 2017 pod vydavatelstvím Nuclear Blast. Hlavní skladatel Kabanen na ní hudebně navázal na svojí tvorbu u Battle Beast. Jedná se tedy o kombinaci popové hudby z osmdesátých let a heavy metalu. Velký prostor dostaly klávesové prvky, které zní poměrně pompézně. Kabanen si dle vlastních slov uvědomuje, že jsou „jednoduché a podlézavé“, zároveň dodává, že se mu to tak líbí.
Debutová deska se setkala s velkým prodejním úspěchem; umístila se na sedmé příčce finské hitparády Suomen virallinen lista, bodovala také ve Švédsku, Německu, Velké Británii nebo ve Švýcarsku. V rámci podpory desky měli Beast in Black naplánované turné jako předkapela skupiny W.A.S.P., byli ovšem nuceni ho předčasně opustit a zrušit zbývající vystoupení. Dle oficiálního vyjádření Beast in Black nebyly vůči skupině splněny závazky, které byly domluveny. Kabanen toto prohlášení doplnil, že W.A.S.P. po nich chtěli peníze za umožnění hrát v roli předkapely a následně jim mimo jiné nedovolili uskutečnit zvukovou zkoušku před koncerty. Během prosince roku 2017 proběhlo krátké turné po Německu v roli předkapely skupiny Beyond the Black. Na začátku roku 2018 proběhlo turné jako podpora kapely Rhapsody Reunion, během něhož začala skupina s pracemi na dalším studiovém albu. Před začátkem turné také skupinu z rodinných důvodů opustil bubeník Sami Hänninen, místo kterého byl přijat Atte Palokangas. Během podzimu Beast in Black vystupovali jako předkapela na evropském turné finské skupiny Nightwish.

### Samostatné turné (od 2019)

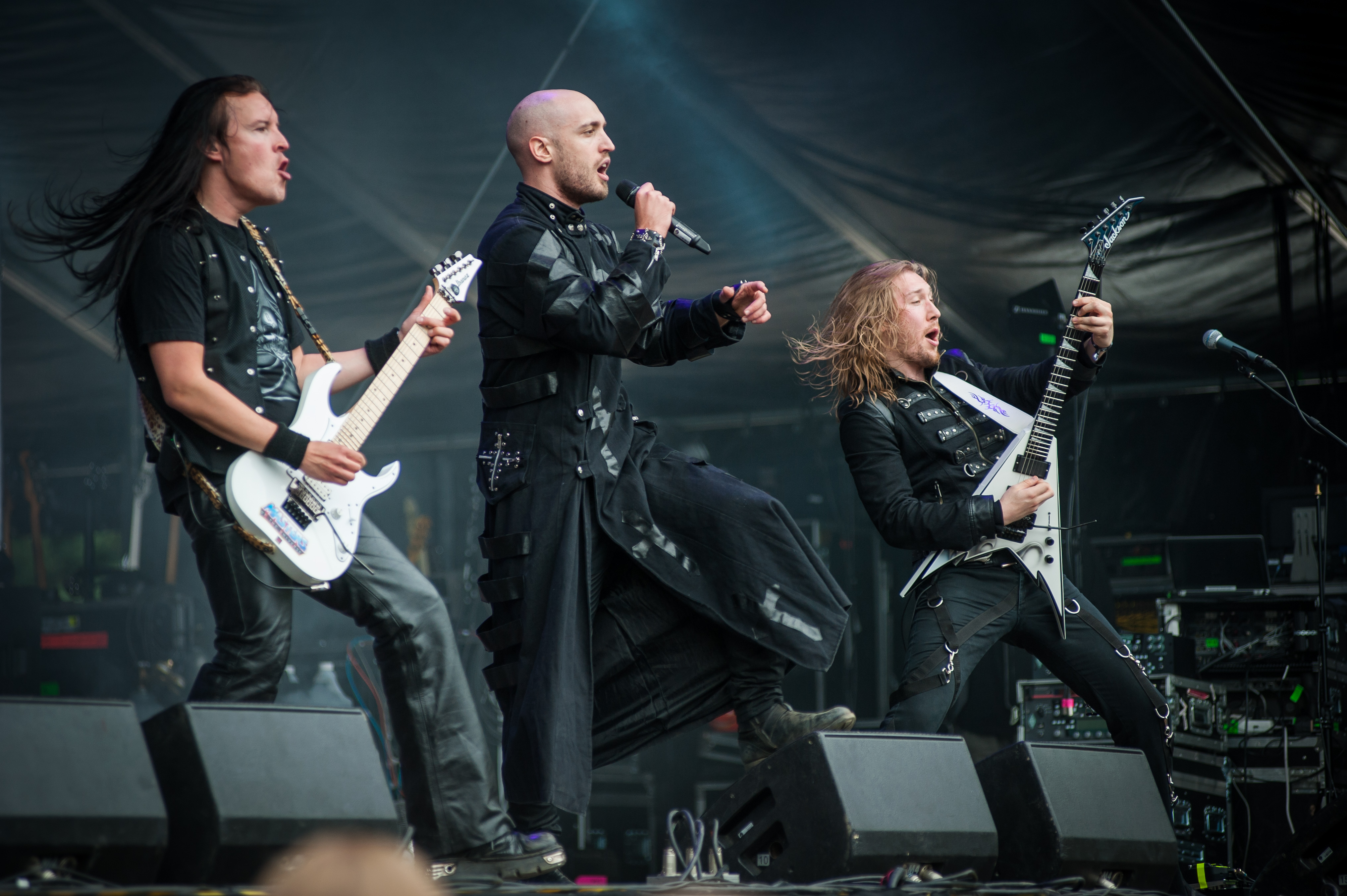
Zleva: Heikkinen, Papadopoulos, Kabanen

Na začátek roku 2019 skupina uspořádala své první headline evropské turné. Předtím ještě v únoru vydala své v pořadí druhé studiové album From Hell with Love. Při jeho psaní se Kabanen nechal inspirovat animovanými seriály z osmdesátých a devadesátých let 20. století. Deska se umístila na šesté pozici v německé hitparádě Media Control Charts. Na zimní evropského turné na podzim navázala jeho druhá část, během níž skupina vystoupila též v pražském klubu MeetFactory.

## Hudební styl
Hlavní skladatel Anton Kabanen v Beast in Black navázal na svojí tvorbu ve skupině Battle Beast. Žánrově se tedy jedná o mix popové hudby osmdesátých let a heavy metalu. Velkým představitelem popové hudby v repertoáru Beast in Black je skladba „Crazy, Mad, Insane“. Pro zvuk kapely jsou charakteristické především klávesy a zpěv Yannise Papadopoulose, specifické jsou ovšem také kytary. Klávesy zní poměrně pompézně, zároveň jsou také „jednoduché a podlézavé“. Kabanen si toto dle svých slov uvědomuje a líbí se mu to. Papadopoulos ve skladbách uplatňuje velké množství hlasových poloh, a to od vysokých téměř žensky znějících až po ostré tóny.

## Sestava
- Yannis Papadopoulos – zpěv (od 2015)
- Anton Kabanen – kytara, zpěv (od 2015)
- Kasperi Heikkinen – kytara (od 2015)
- Mate Molnar – baskytara (od 2015)
- Atte Palokangas – bicí (od 2018)

Bývalí členové
- Sami Hänninen – bicí (2015–2018)

## Diskografie

### Studiová alba
- Berserker (2017)
- From Hell with Love (2019)
- Dark Connection (2021)

### Singly
- "Blind And Frozen" (2017)
- "Beast In Black" (2017)
- "Born Again" (2017)
- "Zodd The Immortal" (2017)
- "Sweet True Lies" (2018)
- "Die By The Blade" (2019)
- "From Hell With Love" (2019)